# FM FUJI つば男 NIGHT
『FM FUJI つば男 NIGHT』（エフエムふじ・つばだん ナイト）は、FM FUJIで2022年11月1日から放送されているラジオ番組である。

## 概要
つばさレコーズの男子部門・つばさ男子プロダクションに所属する男性アイドルグループがパーソナリティを務めるラジオ番組である。radikoのほか、Radiotalkのアプリでも番組を聴取できる。
初回から2024年3月26日放送回までは、前半にTHE SUPER FRUITと世が世なら!!!の2組による『スパ世が放送委員会』、後半にCUBERSによる『キュバラジ!』を放送した。
2024年3月をもってCUBERSが解散したことに伴い、同年4月2日放送回より、前半に世が世なら!!!による『世が世なら!!!のおしゃべり電波ステーション』、後半にTHE SUPER FRUITによる『スパラジ』を放送する2部構成へとリニューアルした。

## タイムテーブル

### 現在のタイムテーブル
前半
- 『世が世なら!!!のおしゃべり電波ステーション』

放送日程：2024年4月2日 -
放送時間：19時00分 - 19時27分頃
パーソナリティ：世が世なら!!!
後半
- 『スパラジ』

放送日程：2024年4月2日 -
放送時間：19時27分頃 - 19時54分
パーソナリティ：THE SUPER FRUIT

### 過去のタイムテーブル
前半
- 『スパ世が放送委員会』

放送日程：2022年11月1日 - 2024年3月26日
放送時間：19時00分 - 19時25分頃
パーソナリティ：THE SUPER FRUIT、世が世なら!!!
後半
- 『キュバラジ!』

放送日程：2022年11月1日 - 2024年3月26日
放送時間：19時25分頃 - 19時54分
パーソナリティ：CUBERS